# Régiment d'Aunis (1684-1749)
Pour les articles homonymes, voir Régiment d'Aunis (homonymie).
Le régiment d’Aunis est un régiment d'infanterie du royaume de France créé en 1684 et incorporé au régiment de Languedoc en 1749.

## Création et différentes dénominations
- 1er décembre 1684 : création du régiment d’Aunis, au nom de cette province
- 10 février 1749 : incorporé au régiment de Languedoc

## Colonels et mestres de camp
- 22 septembre 1684 : Armand Scipion Sidoine Apollinaire Gaspard, vicomte de Polignac, brigadier le 29 janvier 1702, maréchal de camp le 10 février 1704, lieutenant général des armées du roi le 1er février 1719, † 4 avril 1739
- 1er juillet 1704 : Charles Hugues, comte de Lionne, brigadier le 29 novembre 1710, † juin 1731
- 29 novembre 1710 : Henry Antoine Thomas de Brancas de Courbons, chevalier de Brancas, brigadier le 3 avril 1721
- juin 1734 : chevalier de Brancas-Laudun[1].
- 1743 : César François de Beauvoir, marquis de Chattelus, brigadier le 1er janvier 1748, † 29 septembre 1749
- 26 mai 1745 : François Emery de Durfort, comte de Civrac, brigadier le 1er mai 1758, maréchal de camp le 20 février 1761
- 7 août 1747 : Michel Armand, marquis de Broc, brigadier le 15 octobre 1758, déclaré maréchal de camp en novembre 1761 par brevet du 20 février

## Historique des garnisons, combats et batailles
- 1692 : Flandre, Namur, Steenkerque (3 août)
- 1693 : sur les côtes
- 1694 : Alpes
- 1695 : Catalogne
- 1696 : Italie, Valenza
- 1697 : Meuse
- 1702 : Rhin ; Friedlingen (14 octobre), où le colonel est blessé
- Guerre de Succession d'Espagne

1703 : Brisach, Landau, Speyerbach (15 novembre)
- 1704 : Bavière, Hochstedt (13 août), prisonnier de guerre ; échangé en 1706
- 1706 - 1710 : Rhin
- 1711 : Flandre, Arleux
- 1712 : Denain, Douai, Le Quesnoy, Bouchain
- 1739 - 1741 : en Corse
- 1742 : Flandre
- 1745: Bas-Rhin
- 1746 : Flandre, Mons, Charleroi, Namur, Raucoux
- 1747 : Provence, Antibes, bataille d'Assietta (19 juillet), où son colonel François Emery de Durfort comte de Civrac est très grièvement blessé durant la bataille
- Alpes jusqu'à la paix

## Drapeaux
3 drapeaux, dont un blanc colonel, et 2 d’ordonnance, « rouges & verts, les traverses isabelles dans 4 quarrez par opposition, & croix blanches ».

Drapeau d’ordonnance
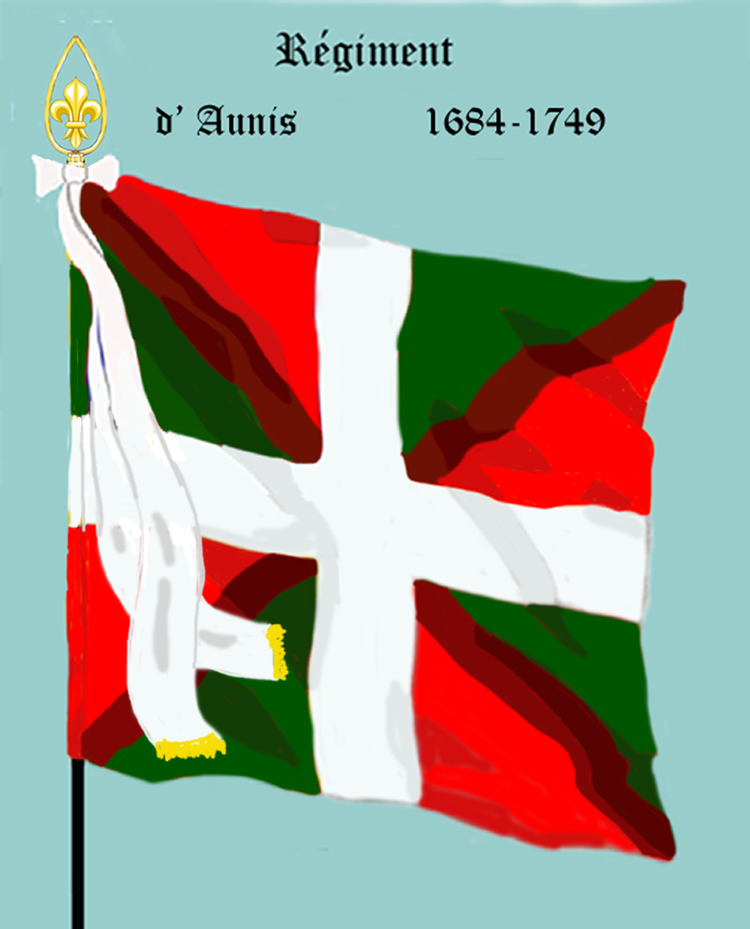
régiment d’Aunis de 1684 à 1749

## Habillement
Parements rouges ; boutons et galon dorés.

Uniformes
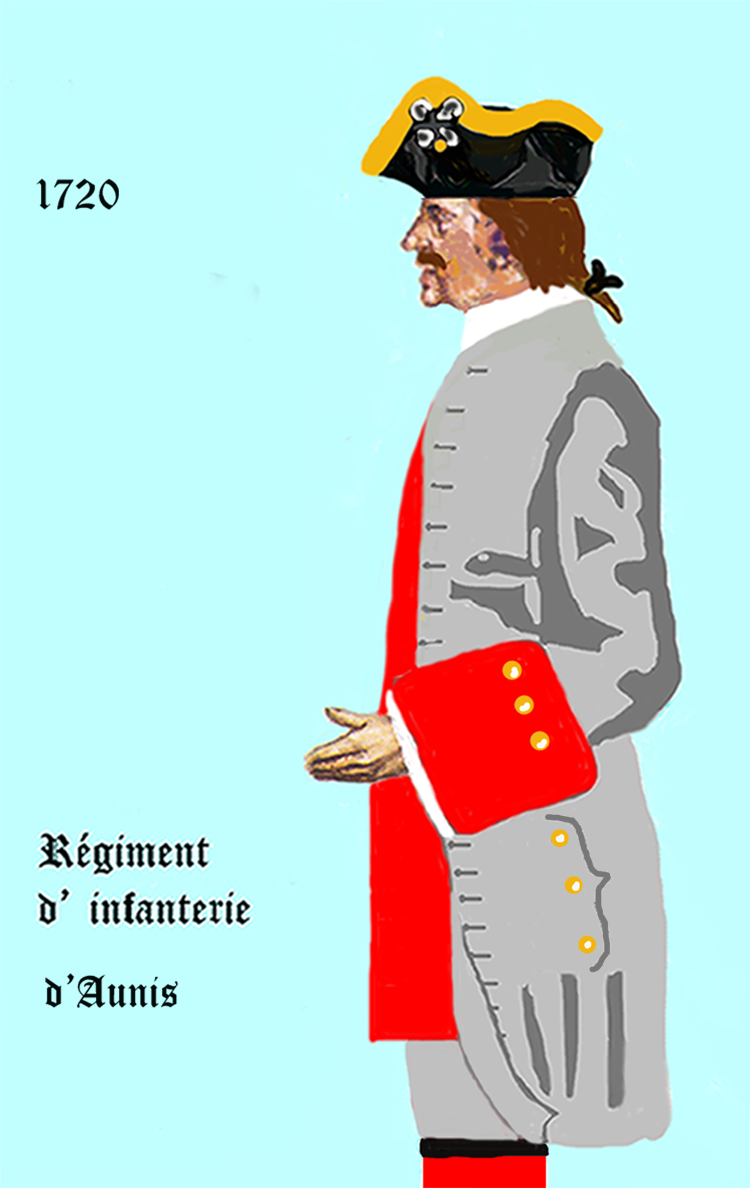
régiment d’Aunis de 1720 à 1734
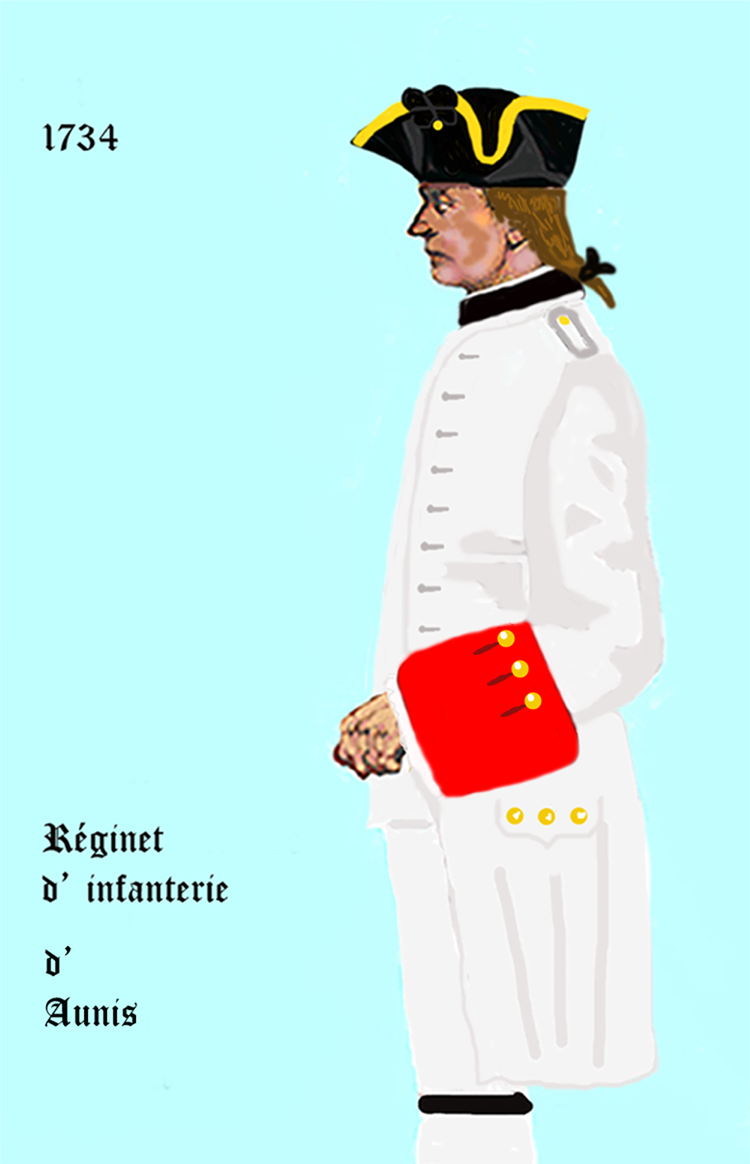
régiment d’Aunis de 1734 à 1749